# Hradčany u Tišnova
Hradčany (deutsch Radschans, auch Radschan) ist eine Gemeinde in Tschechien. Sie liegt drei Kilometer südöstlich von Tišnov und gehört zum Okres Brno-venkov.

## Geographie
Hradčany befindet sich in der Boskowitzer Furche am südlichen Fuße des Hügels Horka (284 m) zwischen den Bächen Lubě und Čebínský potok. Nördlich erhebt sich die Klucanina (410 m), im Nordosten der Vinohrad (372 m), östlich die Čebínka (433 m), im Süden der Sokolí (398 m), westlich der Bačkovec (419 m) und im Nordwesten die Kozí brada (366 m). Nordöstlich des Dorfes liegt das Umspannwerk Hradčany.
Nachbarorte sind Železné im Norden, Všechovice und Drásov im Nordosten, Čebín im Südosten, Sentice im Süden, Šárka, Heroltice und Březina im Südwesten, Žernůvka und Závist im Westen sowie Červený Mlýn und Tišnov im Nordwesten.

## Geschichte
Die erste schriftliche Erwähnung von Hradčany erfolgte im Jahre 1397.
Das Dorf gehörte zu den Gütern des Klosters Porta Coeli und entwickelte sich im Laufe der Jahre zu einem Zentrum der klösterlichen Güter. Bis zur Säkularisation des Klosters im Jahre 1782 blieb Hradčany immer dem Zisterzienserkloster untertänig. Danach fiel das Dorf dem Religionsfonds zu, der die Herrschaft Porta Coeli 1799 an Wilhelm von Mundy veräußerte. Ihm folgte 1821 der Baron von Wittinghof.
Nach der Aufhebung der Patrimonialherrschaften bildete Hradšany ab 1850 eine Gemeinde im Brünner Bezirk und Gerichtsbezirk Tischnowitz. Zum Ende des 19. Jahrhunderts wurde der heutige Ortsname Hradčany gebräuchlich. Seit 1896 gehörte die Gemeinde zum neu gebildeten Bezirk Tischnowitz.  Bis 1922 hatte sich der historische Grundriss des Dorfes wenig verändert. Nach der Auflösung des Okres Tišnov kam die Gemeinde mit Beginn des Jahres 1961 zum Okres Brno-venkov. Zwischen 1980 und 1990 war Březina nach Tišnov eingemeindet. Gepfarrt ist das Dorf nach Tišnov.

## Gemeindegliederung
Für die Gemeinde Hradčany sind keine Ortsteile ausgewiesen.

## Sehenswürdigkeiten
- Kapelle der hl. Anna
- Betsäule